# Firefly Studios
Firefly Studios – producent komputerowych gier strategicznych. Firma powstała w 1999 roku. Jej założycielami są Simon Bradbury i Eric Ouellette. Pierwszy oddział firmy powstał w Londynie w 1999 roku. W lutym 2004 roku Firefly Studios otworzyło swój oddział w USA w mieście Canton, w stanie Connecticut, a w listopadzie tego samego roku w Szkockim Aberdeen.
Najbardziej znane produkty firmy to seria gier Twierdza.

## Historia
Pierwszy tytuł Firefly, Twierdza okazał się wielkim sukcesem, a jego kontynuacja Twierdza: Krzyżowiec powtórzył sukces oryginału.
Kolejne części serii Twierdza nie cieszyły się już tak dużą popularnością; Twierdza 2 i Twierdza: Legendy zostały słabo ocenione przez Metacritic - 63% i 57%. Kolejną częścią była Twierdza 3, która została oceniona bardzo negatywnie przez fanów, głównie przez liczne błędy w grze.
Współpracując z Firaxis Games stworzono CivCity: Rome, gra ta również została słabo oceniona i była ostatnim tytułem Firefly Studios, który został wydany przez Take-Two Interactive.
Kolejny tytuł, Stronghold Kingdoms, jest pierwszą grą MMO stworzoną przez Firefly Studios. Otwarta Beta została uruchomiona w listopadzie 2010 roku. Natomiast 17 października 2012 roku to dzień, w którym gra stała się pełną wersją.

## Przyszłość
Najnowszym tytułem serii gier jest współczesny remake pierwszej części gry - Twierdza: Edycja Ostateczna. Produkcja została wydana 7 listopada 2023 roku na platformie Steam. Rozgrywka możliwa jest tylko na urządzeniach z systemem Windows w wersji 64-bitowej.
Twórcy zapowiedzieli powstanie w niedalekiej przyszłości pakietów DLC, zarówno płatnych jak i bezpłatnych.

## Gry wyprodukowane przez Firefly Studios
- Twierdza (2001)
- Twierdza: Krzyżowiec (2002)
- Twierdza: Warchest (2003)
- Space Colony (2003)
- Twierdza 2 (2005)
- Twierdza 2 Deluxe (2005)
- Twierdza Legendy (2006)
- CivCity: Rome (2006)
- Twierdza: Krzyżowiec Extreme (2008)
- Stronghold Kingdoms (2010)
- Twierdza 3 (2011)
- Twierdza HD (2012)
- Twierdza: Krzyżowiec HD (2012)
- Space Colony HD (2012)
- Twierdza: Krzyżowiec 2 (2014)
- MetaMorph: Dungeon Creatures (2017)
- Stronghold: Warlords (2021)
- Twierdza: Edycja Ostateczna (2023)